# Parera Pond
Parera Pond är en sjö i Antarktis. Den ligger i Östantarktis. Nya Zeeland gör anspråk på området. Parera Pond ligger 436 meter över havet.